# Ataque a Šabac
O Ataque a Šabac foi um ataque das forças rebeldes unidas dos Chetniks, Partisans Iugoslavos e Pećanac Chetniks contra as forças alemãs guarnecidas em Šabac, na Iugoslávia ocupada pelo Eixo (atual Sérvia) no período entre 21 e 26 de setembro de 1941, durante a Revolta na Sérvia.
O comandante de todas as forças era o Capitão Chetnik Dragoslav Račić, comandante do Destacamento Chetnik Cer composto por cinco companhias com cerca de 1.500 soldados. Račić participou na batalha contrariando as instruções do seu comandante superior Draža Mihailović, que se recusou a permitir que os Chetniks atacassem uma guarnição alemã muito mais forte e bem preparada em Šabac. As forças partisans do partido comunista iugoslavo compostas por três destacamentos com cerca de 1.100 soldados foram comandadas por Nebojša Jerković, enquanto as forças de 500 Pećanac Chetniks foram comandadas por Bogdan Ilić – Cerski.
As forças do Eixo estavam sob o comando supremo do General Franz Böhme. A guarnição de Šabac tinha inicialmente um batalhão e uma companhia da 704ª e 718ª Divisão reforçada pela 342ª Divisão de Infantaria e uma unidade não identificada da Ustaše croata. A guarnição do Eixo em Šabac estava ciente dos planos rebeldes de ataque e estava bem preparada para a defesa.
O ataque começou durante a noite de 22 de setembro e durou até 26 de setembro, com os rebeldes repetidos ataques durante a noite e recuando na madrugada sem conseguirem derrotar a guarnição alemã. Há indicações de que os guerrilheiros recuaram em 24 de setembro. Os rebeldes não conseguiram capturar Šabac e recuaram da região de Mačva até o final de setembro, diante do avanço das forças do Eixo. As baixas dos rebeldes são desconhecidas, mas as retribuições alemãs e croatas foram devastadoras, com 1.130 civis executados, 21.500 presos e a maioria dos locais povoados de Mačva completamente incendiados. Eventualmente, no final da Segunda Guerra Mundial na Iugoslávia, as forças partidárias lideradas pelos comunistas capturaram Šabac no outono de 1944, mataram pelo menos 177 pessoas de Šabac em expurgos comunistas e estabeleceram o regime comunista que durou quase cinquenta anos.

## Prelúdio

### Surgimento de dois movimentos de resistência
Durante a invasão da Iugoslávia pelo Eixo, as forças alemãs ocuparam Šabac em 13 de abril de 1941. Draža Mihailović e um grupo de oficiais iugoslavos reuniram-se em Ravna Gora em maio de 1941 e marcaram o início do estabelecimento de destacamentos Chetnik do Exército Real Iugoslavo como o primeiro movimento de resistência organizado na Iugoslávia ocupada pelo Eixo. Os comunistas iugoslavos decidiram começar a resistência armada em 4 de julho de 1941, três dias depois de terem recebido uma ordem do Comintern e um dia depois de Stalin emitir sua ordem em 3 de julho de 1941.

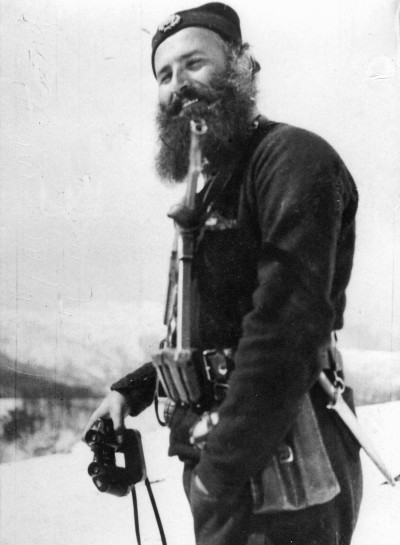
Dragoslav Račić, o comandante de todas as unidades rebeldes durante o ataque a Šabac

### Preparativos para ataque conjunto de ambas as unidades de resistência
No dia 25 de agosto, Račić e Jerković redigiram e enviaram uma carta a Draža Mihailović pedindo a sua aprovação para uma ação conjunta de Chetniks e Partisans contra as forças do Eixo, enfatizando que existe um clima de população da região para a luta unida contra os ocupantes. Mihailović não aprovou o ataque a Šabac porque as forças rebeldes ainda estavam fracas e porque a guarnição alemã estava bem preparada para o ataque, enfatizando que é irracional capturar Šabac sem conseguir capturar o território na margem esquerda do rio Sava. No entanto, em 28 de agosto, Račić e Jerković concordaram em atacar Šabac juntamente com Račić sendo o comandante principal de todas as unidades. Em 1 de Setembro, o Destacamento Chetnik Cer e o Destacamento Partisan Podrinje emitiram uma proclamação conjunta enfatizando a sua intenção de lutar juntos contra as forças de ocupação.

## Forças

### Forças rebeldes
As forças rebeldes eram compostas por três facções diferentes:
- Chetniks
- Partisans Iugoslavos
- Chetniks de Kosta Pećanac

Račić era o comandante de todas as forças que atacavam Šabac, os Chetniks, os Partisans e o destacamento de Pećanac Chetniks comandado por Budimir Ilić – Cerski. O vice-comandante foi Nebojša Jerković, enquanto o comissário político foi Danilo Lekić Španac. As forças Chetnik tinham cerca de 1.500 soldados, enquanto as forças partidárias comunistas tinham cerca de 1.000 soldados, enquanto os Pećanac Chetniks comandados por Cerski tinham cerca de 500 homens. Duas unidades da Guarda Estatal Sérvia foram enviadas pelo General Milan Nedić para quebrar o cerco de Šabac, mas Račić e Jerković os convenceram a juntar-se aos rebeldes.
As forças do Exército Iugoslavo na Pátria consistiam no Destacamento Cer comandado por Račić, e composto pelas seguintes companhias: 
- Companhia Cer comandada pelo Tenente Ratko Teodosijević
- Companhia Čokešina
- Companhia Mačva comandada pelo Tenente Nikola Sokić
- Companhia de metralhadoras comandada pelo Tenente Voja Tufegdžić
- Companhia Prnjavor
- Unidade Martinović-Zečević comandada por Vlada Zečević e Ratko Martinović

As forças comunistas eram compostas pelos seguintes Destacamentos NOP: Podrinjski (ou Mačvanski), Posavski e Valjevski.

### Forças do Eixo
As forças do Eixo em Šabac tinham o 3º batalhão do 724º regimento de infantaria da 704ª Divisão e a 5ª companhia do 750º regimento da 718ª Divisão.

## Batalha

### Sitiando Šabac

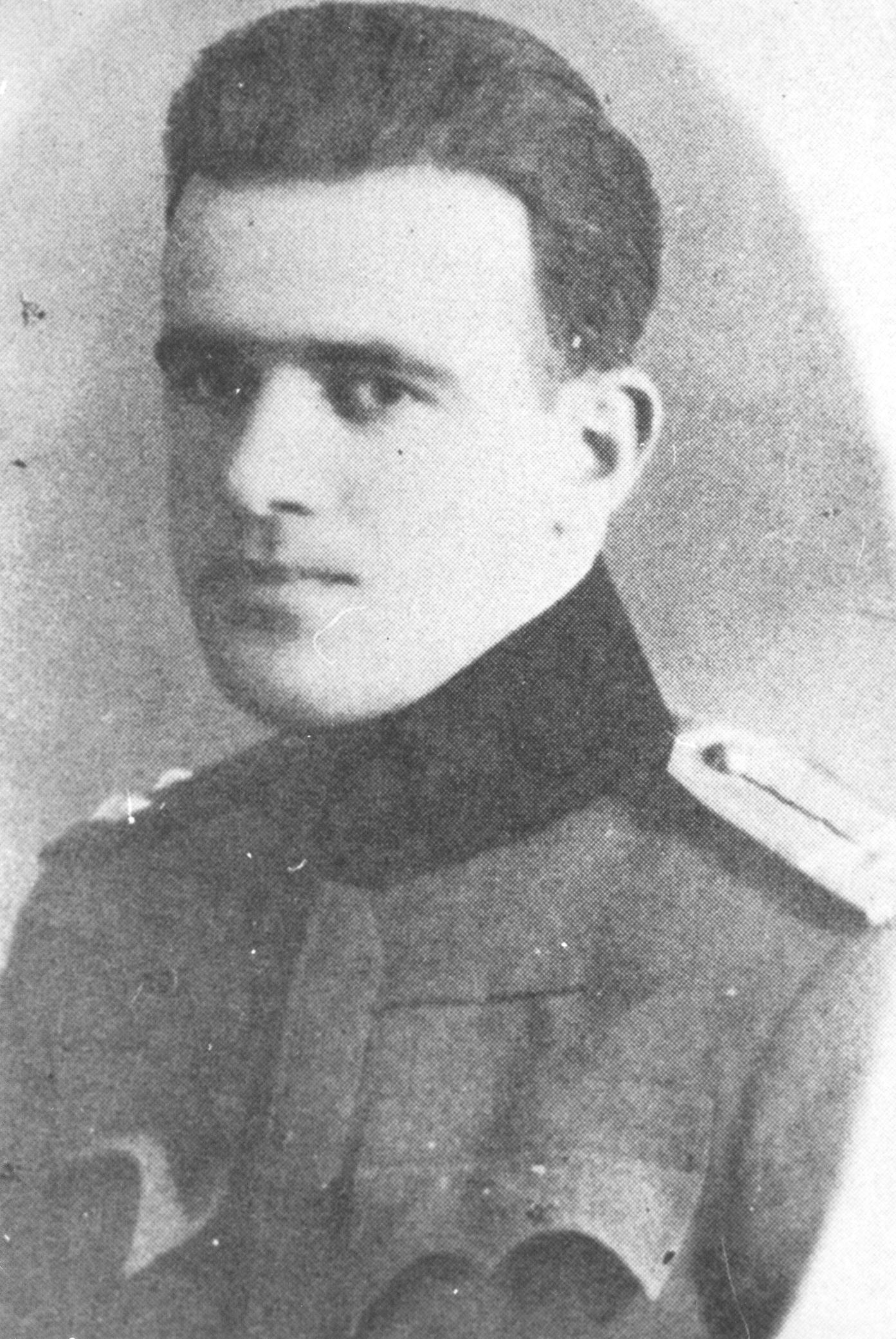
Veselin Misita, comandante do Destacamento Chetnik Jadar que liderou a captura de Loznica em 31 de agosto de 1941

As forças conjuntas Chetnik e Partisan em outras partes da região de Mačva iniciaram a sua cooperação e obtiveram várias vitórias importantes contra as forças do Eixo. Na Batalha de Loznica travada em 30 de agosto de 1941, os rebeldes comandados pelo comandante Chetnik Veselin Misita capturaram Loznica das forças do Eixo. Em 3 de setembro de 1941, os rebeldes capturaram Bogatić das forças de ocupação do Eixo, com ambos os grupos de resistência reivindicando créditos por esta captura. Após a captura de Banja Koviljača pelas forças rebeldes em 6 de setembro de 1941, a maior parte da região ao redor de Šabac ficou sob controle rebelde e a cidade foi quase completamente bloqueada pelas forças rebeldes.

### Preparação das forças alemãs
Para evitar a rendição, as guarnições alemãs em Užice e Požega foram retiradas destas cidades rapidamente capturadas pelos Chetniks logo após a retirada alemã.
Por outro lado, a guarnição alemã já sitiada em Šabac organizou extensos preparativos para o ataque rebelde, incluindo o corte de todos os campos de milho e bosques ao redor da cidade, protegendo os seus edifícios de comando, preparando os abrigos feitos de sacos com areia, erguendo barricadas de arame farpado e protegendo o entradas da cidade. As forças alemãs até destruíram algumas casas que pensaram que poderiam servir de barricada para atacar os rebeldes.

### Ataque a Šabac
A data exata para o ataque rebelde a Šabac foi adiada duas vezes, foi primeiro marcada para 10 de setembro e depois para 17 de setembro, e os líderes rebeldes concordaram na sua reunião em Štitar, realizada em 19 de setembro de 1941, para definir a data final para o ataque a Šabac. será em 21 de setembro. Esse foi o mesmo dia em que a popular Feira de Šabac foi tradicionalmente organizada no dia do feriado religioso ortodoxo da Natividade de Maria.
Em 21 de setembro de 1941, os rebeldes comandados por Dragoslav Račić atacaram Šabac. O fogo de artilharia vindo da colina de Beća às 23h sinalizou o início do ataque rebelde. Os rebeldes planejaram cortar a guarnição alemã de sua rota de retirada através da ponte no rio Sava e capturá-los todos em Šabac.
Durante a noite os combates ocorreram na periferia do Šabac, enquanto apenas um pequeno grupo de rebeldes conseguiu entrar no centro da cidade, mas não conseguiu segurá-lo e recuou na manhã de 22 de setembro juntamente com todas as outras unidades rebeldes. Os rebeldes não repetiram os ataques durante o dia 22 de setembro. Durante a noite de 22 de setembro, os rebeldes atacaram novamente Šabac, novamente às 23h, quase exatamente da mesma forma que na noite anterior. Os guerrilheiros atacaram na parte central da cidade conhecida como Kamičak, enquanto os chetniks atacaram do quartel do exército e do cemitério perto da ponte. Embora partes significativas da cidade tenham sido capturadas pelos rebeldes, eles não conseguiram derrotar a guarnição alemã até o amanhecer, quando recuaram novamente, novamente sem repetir o ataque durante o dia 23 de setembro. Outros planos de ataque foram interrompidos após a chegada da 342ª Divisão de Infantaria Alemã, quando o comando conjunto decidiu cancelar novos ataques e preparar-se para a defesa em suas posições. A 342ª Divisão de Infantaria, sob o comando do Generalleutnant (Major General) Dr. Walter Hinghofer, entrou em Šabac em 23 de setembro. De acordo com algumas indicações, os guerrilheiros recuaram de Šabac em 24 de setembro de 1941, enquanto Račić e seus Chetniks continuaram a batalha até 26 de setembro de 1941.

## Retribuição e recaptura do Eixo de Mačva
Na noite entre 23 e 24 de setembro, o general Franz Böhme ordenou a captura de toda a população masculina de Šabac, com idade entre 14 e 70 anos, para ser presa no campo de concentração ao norte do rio Sava. Na mesma noite, as unidades do exército alemão e um número menor de forças Ustaše chegaram a Šabac para ajudar a executar esta ordem e para limpar a região de Mačva das forças rebeldes. Até o final de setembro, todo o território de Mačva foi novamente capturado pelas forças do Eixo, com um saldo final de 1.130 executados e 21.500 civis presos, enquanto a maioria dos locais povoados foram queimados.
Em 4 de outubro de 1941, houve o primeiro "contato pacífico" entre os rebeldes na Sérvia e as forças de ocupação alemãs, quando o capitão Račić enviou uma carta ao comandante da Companhia do Regimento de Infantaria Alemão em Šabac.

## Consequências
No final de Setembro e início de Outubro, uma parte significativa do território da Sérvia estava sob controlo rebelde. Abrangeu quase todo o território da Sérvia Ocidental, exceto as guarnições alemãs em Šabac, Valjevo e Kraljevo. Cerca de um milhão de pessoas viviam no território controlado pelos rebeldes, onde ambos os movimentos de resistência organizaram uma mobilização separada das unidades armadas. O comando alemão na Sérvia sob o comando de Franz Böhme empregou forças adicionais e organizou a Operação "Limpeza da região de Sava", que começou em 24 de setembro de 1941. Até o final de outubro, todos os principais locais povoados desta região foram recapturados e reocupados pelas forças alemãs. Como as forças comunistas começaram com a segunda fase da revolução comunista nos territórios que controlavam (os chamados erros esquerdistas), antagonizaram tanto os Chetniks como a população local também, e foram forçadas a abandonar quase completamente a Sérvia até ao final de 1941. .  Quando o conflito entre os chetniks e os guerrilheiros liderados pelos comunistas começou, Vlada Zečević e Ratko Martinović, com a maioria de seus chetniks, desertaram para os guerrilheiros.
No final da Segunda Guerra Mundial, o exército alemão recuou estrategicamente diante do avanço do Exército Vermelho Soviético, o que permitiu que as forças comunistas iugoslavas assumissem o controle da Sérvia ocupada pelo Eixo, incluindo Šabac, no outono de 1944. Os comunistas jugoslavos estabeleceram o seu regime em Šabac e no resto da Jugoslávia, que durou quase cinquenta anos. Após o fim do regime comunista na Sérvia, o Governo da Sérvia e o seu Ministério da Justiça estabeleceram a comissão para investigar as atrocidades cometidas por membros do Movimento Partidário Jugoslavo depois de terem conquistado o controlo da Sérvia no Outono de 1944. De acordo com o relatório desta comissão, das 55.554 vítimas registadas de expurgos comunistas na Sérvia, o novo regime comunista em Šabac matou 177 pessoas, enquanto 8 pessoas estão desaparecidas.

## Legado

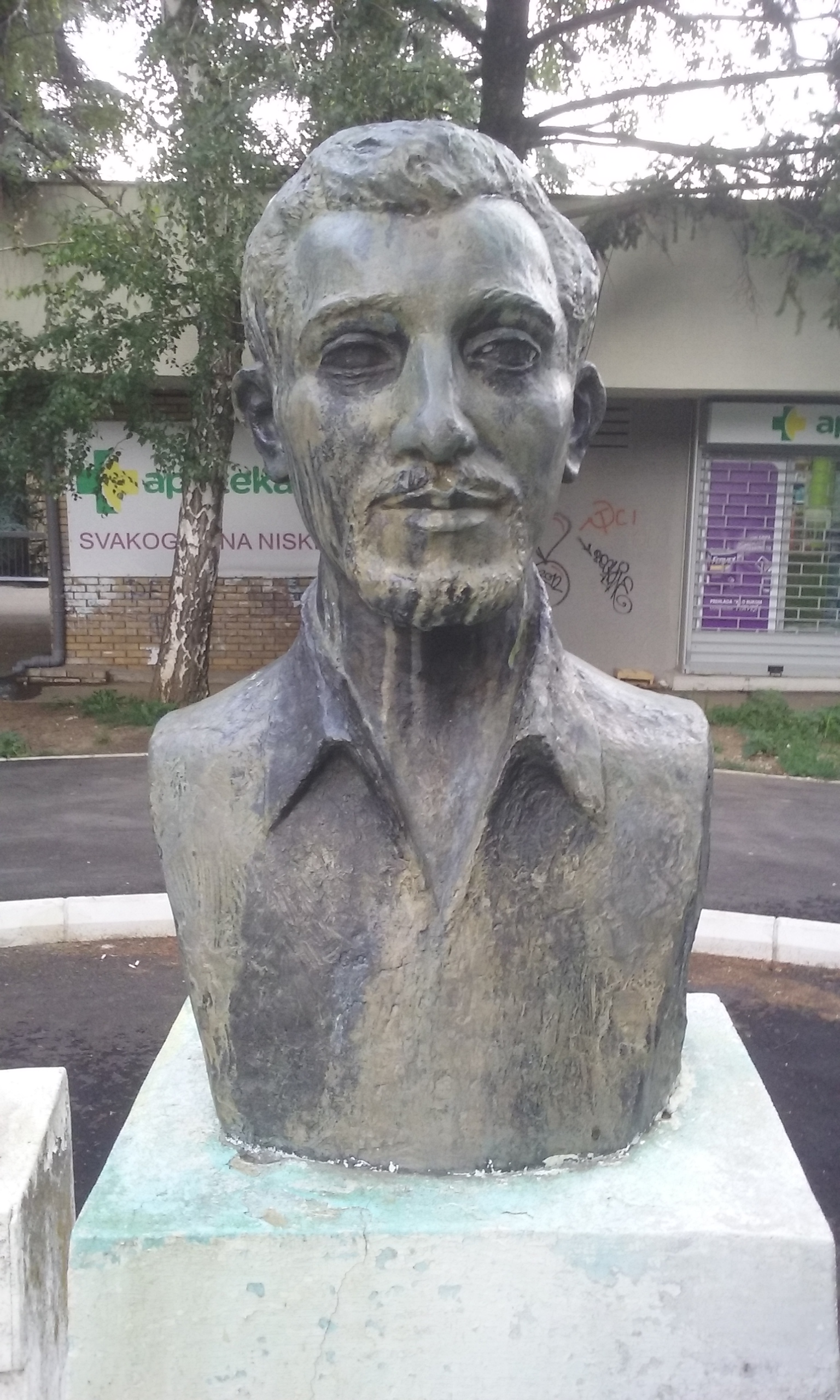
Monumento a Nebojša Jerković em Belgrado

O regime comunista do pós-guerra enfatizou o papel das forças comunistas, ignorando as ações de resistência dos Chetniks durante a batalha por Šabac. O monumento a Nebojša Jerković foi erguido em Belgrado, enquanto toda a parte da cidade foi nomeada contra Nebojša e seu irmão Dušan (bairro urbano Braće Jerković), que morreram na batalha contra o Eixo em 1941, Nebojša em dezembro de 1941 perto de Šabac e Dušan em novembro 1941 perto de Užice.